# 斯特凡·瓦拉特
斯特凡·瓦拉特（德語：Stefan Wallat，1987年2月15日—），德国男子赛艇运动员。他曾代表德国参加世界赛艇锦标赛，共获得二枚金牌和一枚银牌，均来自轻量级项目。